# Ultra (política)
Ultra es el término que designa generalmente la posición política radical referida a la extrema derecha o a la extrema izquierda. Puede aplicarse a personas, comportamientos violentos o ideologías. 
El término ultra se usó por primera vez en Francia como una abreviación de ultrarrealista, denominación que recibieron los partidarios de la Restauración monárquica en 1815, con el Conde de Artois (futuro Carlos X de Francia) al frente, los cuales mantenían posiciones más extremistas que las de la propia familia real. También se aplicó este término durante la guerra de Argelia (1954-1962) a los partidarios de mantener contra viento y marea la política colonialista.
La novela El súbdito (Der Untertan) de Heinrich Mann describe ya en 1919 el carácter de la ideología ultraderechista en las clases medias alemanas, de donde surgiría el nazismo.
Por último, a ciertas peñas deportivas de carácter violento, conocidas en países anglosajones como Hooligans, se suelen denominar también grupos ultras o barras bravas.
- Datos: Q6155346